# Adicella penicillaris
Adicella penicillaris är en nattsländeart som beskrevs av Yang och Morse 2000. Adicella penicillaris ingår i släktet Adicella och familjen långhornssländor. Inga underarter finns listade i Catalogue of Life.